# Leptopteromyia colombiae
Leptopteromyia colombiae là một loài ruồi trong họ Asilidae. Leptopteromyia colombiae được Martin miêu tả năm 1971. Loài này phân bố ở vùng Tân nhiệt đới.